# Edgeplay

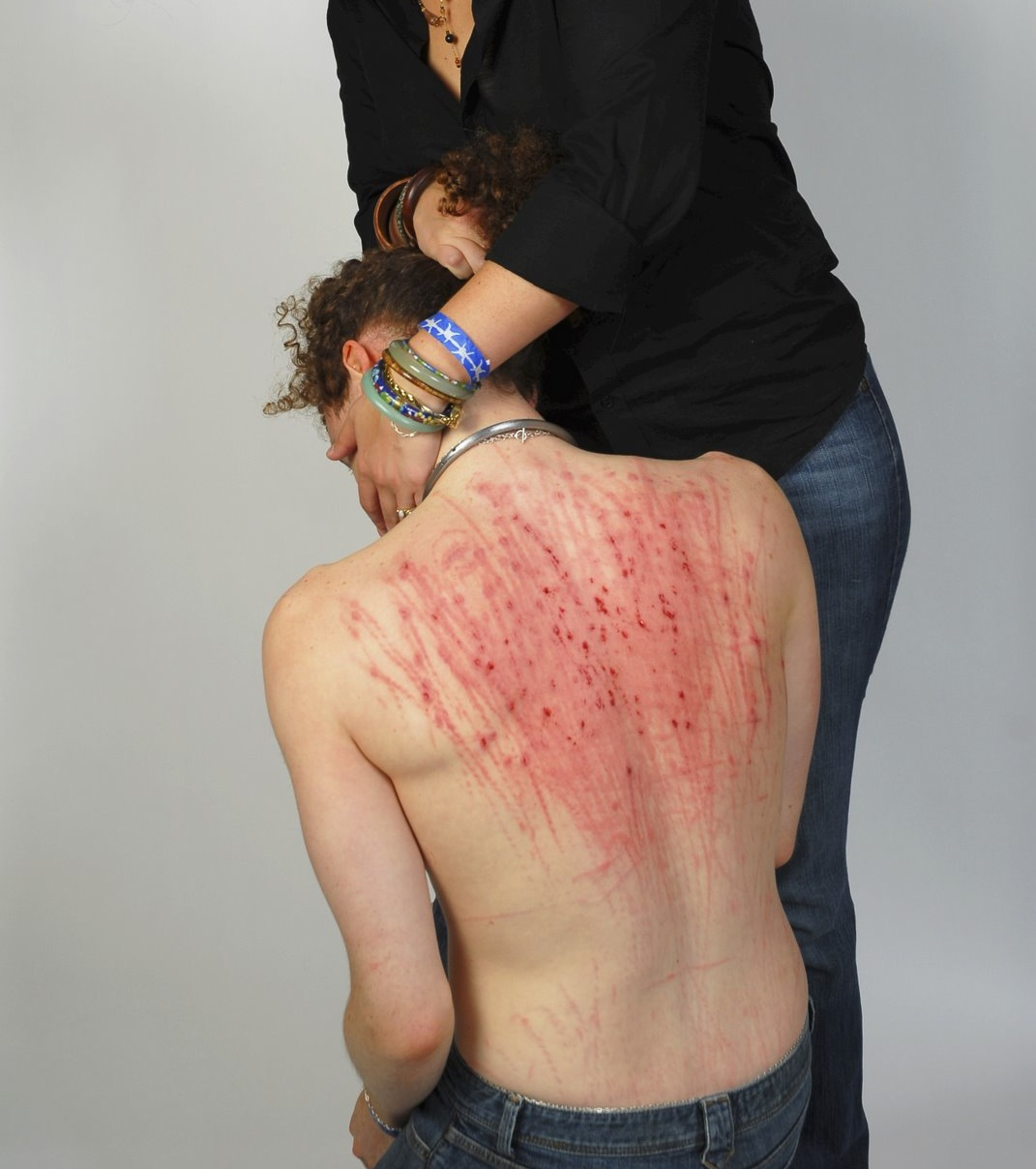
En undergiven man tröstas av sin härskarinna.

Edgeplay eller edge play (engelska för 'lek på gränsen') är en subjektiv term för en aktivitet inom BDSM som kan utmana de konventionella säkerhetsreglerna enligt SSC-reglerna. En sådan aktivitet kan vara mentalt manipulativ.
Edgeplay handlar om gränsöverskridande lekar där en upplevd fara står i fokus. Om man är medveten om och accepterar riskerna och konsekvenserna, kan det hela ses som riskmedveten och samtyckt kink (RACK). Även inom BDSM-kulturen är denna typ av aktiviteter dock kontroversiell.

## Varianter
Edgeplay är en samlingsbenämning för utlevd sexualitet i gränslandet för en eller flera personers psykologiska gränser. Det handlar om att utsätta sig eller sin partner för risken för kort- eller långvariga skador, antingen fysiskt eller psykiskt, genom aktiviteter som kan inkludera:
- skendränkning[10] eller annan form av asfyxiofili[3]
- lek med skjutvapen[6]
- lek med nålar[9] eller knivar[3][6]
- lek med elektricitet[10]
- våldtäktslek[11] eller "samtyckt icke-samtycke"[3] (där stoppord kan användas[2][12] alternativt mer medvetet undvikas[9])
- lek med temperatur (som eld eller flytande vax[3])
- maktlekar eller mer extrem bondage[3] (inklusive "mumifiering", mer riskfylld användning av rep[1] och upphängning i krokar[13])
- erotisk förnedring[8] (raceplay[14][9] och andra utmaningar av psykologiska gränser[1])

Edgeplay kan också handla om de potentiellt ökade smittoriskerna i samband med utbyte av kroppsvätskor. Detta kan inkludera skärskador, blodlek eller penetrativt sex utan kondom.

## Funktion och utveckling
Edgeplay tillhör ett regelverk inom BDSM-kulturen där man tar större risker än de som begränsas genom SSC-konceptet. Därför utvecklades det mer gränsöverskridande RACK-reglementet, där kunskap och planering anses kunna motivera de större riskerna som dessa handlingar medför.
Gemensamt för de olika varianterna av edgeplay är ofta en koppling till fearplay, med upphetsning genom rädsla och utsöndring av adrenalin och noradrenalin. Detta kan hjälpa till att minska stressymptom och depressiva tankar. I likhet med annan BDSM handlar den för utövarna positiva effekten om illusionen av fara – själva känslan.
Andra kan dock lockas av en djup känslomässig tillfredsställelse genom en lek med tillit och makt. I allmänhet är det kopplat till en vilja att utmana sina egna gränser och sin trygghetszon. Andra riskfyllda men för en del lockande aktiviteter av icke-sexuellt slag är bungyjump och fallskärmshoppning.

### Tre delar
Tre olika ingredienser är vanliga i samband med edgeplay. Det handlar dels om psykiskt eller fysiskt våld, ofta definierat som del av det sadomasochistiska spektret inom BDSM. Eftersom sexuell utlevelse ofta är personligt kodad, kan formerna för detta våld skilja sig åt en hel del mellan olika utövare. Olika typer av "hårt sex", slag, andningsförhindrande eller hantering av vapen kan ingå. En annan vanlig ingrediens är lek med ett eggvapen.
Den tredje ingrediensen handlar om att utmana gränserna för en eller flera sexpartner. Detta inkluderar handlingar som man i stunden kan protestera emot, inom lekens ram, där våldtäktslek eller "samtyckt icke-samtycke" är två olika benämningar.

### Utveckling
Edgeplay handlar om att utmana gränser, och det gäller även i förhållande till det större BDSM-spektrat. Därför har "för extrema fenomen" som senare spritts inom den bredare BDSM-kulturen med tiden tappat sin identitet som edgeplay, inklusive ageplay, saliromani (jämför urolagni) och koprofili. I mitten av 1980-talet diskuterades inte sådana fenomen vid USA:s olika konvent arrangerade av organisationen National Leather Association International. Man ansåg vid denna tid att dessa praktiker var för extrema för att hantera inom samtyckta aktiviteter.
I början av 00-talet började dock vissa betrakta ovanstående praktiker som del av begreppet edgeplay. Detta var en tid då SSC-reglerna var etablerade och det nyare och mer BDSM-kulturella RACK-systemet började få form, vilket spred kunskap och formaliserade kunskap runt möjligheter och risker inom BDSM-kulturen. RACK och edgeplay talas ofta om i relaterade sammanhang, eftersom båda syftar på deltagarnas riskmedvetenhet snarare än om att helt undvika risker.

### Risker
Den ökade synligheten för edgeplay i kulturen under en tid med internet, antingen genom internetpornografi eller mer etablerade medier, har lett till ett ökat intresse för att åtminstone pröva denna typ av handlingar. Vissa anser att man inom edgeplay-lekens ramar kan få se helt nya sidor av sig själv eller den andra i en fast relation, vilket kan bidra till ökad tillit inom relationen men även ofta förutsätta en hög grad av tillit. Samtidigt finns det en risk för att påminna en deltagare om upplevda trauman.
De flesta varianter av BDSM kan lekas inom ett edgeplay-scenario. Utgångspunkten är att deltagarna är medvetna om och accepterar riskerna samt känner ett önskvärt minimum av ansvar för de inblandades säkerhet och hälsa. I än högre grad än i BDSM i övrigt är planering och eftervård viktiga ingredienser.
Det krävs kunskaper för att bli medveten om den mänskliga kroppens begränsningar. De flesta olyckor inom BDSM inträffar när en person är bunden och lämnad ensam. På grund av de inbyggda riskerna rekommenderar många att alltid testa sådana här aktiviteter med en person som man känner väl.

## I kulturen och inom BDSM
Exempel på kända personer som ägnat sig åt någon form av edgeplay inkluderar Angelina Jolie och Billy Bob Thornton (knivar och blod), Michael Hutchence (asfyxiofili) och Mollena Williams-Haas (raceplay).
Även inom BDSM-kulturen är edgeplay kontroversiellt, och inom vissa BDSM-sammanhang – där SSC-konceptet följs strikt – är den här typen av riskfyllda aktiviteter förbjudna. Edgeplay har sin egen gemenskap på den internationella plattformen Fetlife.